# Hedwig Dransfeld
Hedwig Dransfeld, née le 24 février 1871 à Hacheney et morte le 13 mars 1925 à Werl, est une femme politique, féministe et écrivaine allemande. Elle participe à la fondation de l'Association des femmes catholiques allemandes en 1903 et la préside de 1912 à 1922. Elle fait partie des premières députées du Reichstag en 1920. Hedwig Dransfeld se fait connaître notamment par son engagement social et son travail en faveur du progrès social et culturel des femmes.

## Biographie

### Jeunesse et formation
Hedwig Dransfeld est née le 24 février 1871 à Hacheney. Elle est la fille de Clemens Dransfeld, chef forestier et de Elise Fleischhauer. Elle est baptisée dans la confession catholique. Ses parents meurent quand elle est encore une très jeune enfant. Elle est alors élevée par sa grand-mère et, quand celle-ci meurt à son tour, elle est placée dans un orphelinat,.
À l'âge de seize ans, elle commence une formation d'enseignante au Königlichen Katholischen Lehrerinnen-Seminar de Paderborn. Elle y contracte une tuberculose osseuse qui lui fait perdre le bras gauche. Elle réussit néanmoins son examen avec distinction en 1890.
Elle travaille ensuite à l'école des Ursulines de Werl, d'abord comme institutrice puis comme directrice. Cependant, elle avoue plus tard, n'avoir jamais ressenti d'enthousiasme pour le métier d'enseignante.
En 1908, quand les femmes sont autorisées à étudier à l'université, Hedwig Dransfeld s'inscrit à une formation en études culturelles à l'université de Münster puis à l'université Frédéric-Guillaume de Bonn.
Hedwig Dransfeld écrit dès son plus jeune âge. Elle publie des recueils de poèmes et des romans pour filles dès l'âge de 22 ans, sous le pseudonyme d'Angelika Harten. En 1900, elle obtient le prix Kölner Blumenspiele pour Tote Liebe.

### Association des femmes catholiques allemandes
Hedwig Dransfeld participe à la fondation du Katholischer Frauenbund Deutschlands (depuis 1983, Katholischer Deutscher Frauenbund, Association des femmes catholiques allemandes, KDFB) le 16 novembre 1903 avec Minna Bachem-Sieger et Emilie Hopmann. Elle est élue présidente de cette association en 1912 et le reste jusqu'en 1922.
En 1905, elle devient rédactrice en cheffe de la revue de Caritas Allemagne, Die christliche Frau, dans laquelle elle publie des essais très appréciés sur les questions de femmes et de politique sociale. Elle fait de cette publication l'organe de l'Association des femmes catholiques allemandes.

« Il est temps de rompre avec le retard dont on nous accuse et de prendre place dans le grand mouvement féministe qui appartient à la femme catholique. Pour ce faire, elle a besoin de connaissances et de déclarations. et des suggestions. »

Elle prononce le discours « Die Frau im kirchlichen und religiösen Leben » (« Les femmes dans l'église et la vie religieuse ») lors du premier congrès des femmes allemandes en 1912. Le journal du Parti social-démocrate des travailleurs d'Allemagne, Vorwärts, la décrit comme « la femme la plus importante en ce moment ». En octobre 1912, elle est élue présidente du KDFB et démissionne de son poste d'enseignante. Sous sa direction, l'Association des femmes catholiques développe une forte activité politique.
Lors de la Première Guerre mondiale, Hedwig Dransfeld soutient le mouvement pacifiste. Elle souhaite construire une église des femmes pour la paix dans la ville de Marsbourg. L'église sera bien construite mais à Francfort-sur-le-Main et après sa mort, sur la base des plans de l'architecte Hans Herkommer,.
En janvier 1916, l'Association des femmes catholiques tient son congrès au Reichstag à Berlin. À cette occasion, Hedwig Dransfeld prononce un autre discours remarqué, dans lequel elle appelle à la « participation des femmes au développement culturel de l’Allemagne d’après-guerre », non comme assistantes mais en tant que co-créatrices.
La question du droit de vote des femmes divise les rangs de l'Association des femmes catholiques. Ellen Ammann, Minna Bachem-Sieger et Albertine Badenberg se prononcent pour une prise de position rapide de l'Association en faveur du suffrage féminin, tandis que d'autres s'y opposent. Hedwig Dransfeld, pour sa part, prône la neutralité « [l'Association des femmes catholiques] entend maintenir à l'heure actuelle une neutralité absolue à l'égard de cette question, car elle ne considère pas que la question dans son ensemble est suffisamment mûre pour être traitée dans ses cercles »,.

### Engagement politique
Dès l'adoption du droit de vote pour les femmes, Hedwig Dransfeld est élue à l'Assemblée nationale de Weimar pour le parti Zentrum, en 1919. En 1920 et jusqu'à sa mort en 1925, elle siège pour ce parti au Reichstag. Elle se concentre sur les questions de morale et de logement, le droit de la famille et du mariage, les écoles et la protection de la jeunesse. Elle joue un rôle clé dans la nouvelle législation sociale.
En 1919-1920, Hedwig Dransfeld est membre du conseil d'administration du parti Zentrum rhénan, puis du Zentrum de Westphalie jusqu'à sa mort. De 1920 jusqu'à sa mort, Hedwig Dransfeld est évaluatrice au conseil d'administration de la faction du Centre du Reichstag et, à partir de 1922, elle est présidente du Conseil consultatif des femmes du Reich pour son parti. Pour des raisons de santé, elle démissionne de la présidence de l'Association des femmes catholiques en 1922, mais reste membre du Reichstag. Au cours des dernières années de sa vie, elle s'implique fortement dans le mouvement des femmes pour la paix.

### Fin de vie

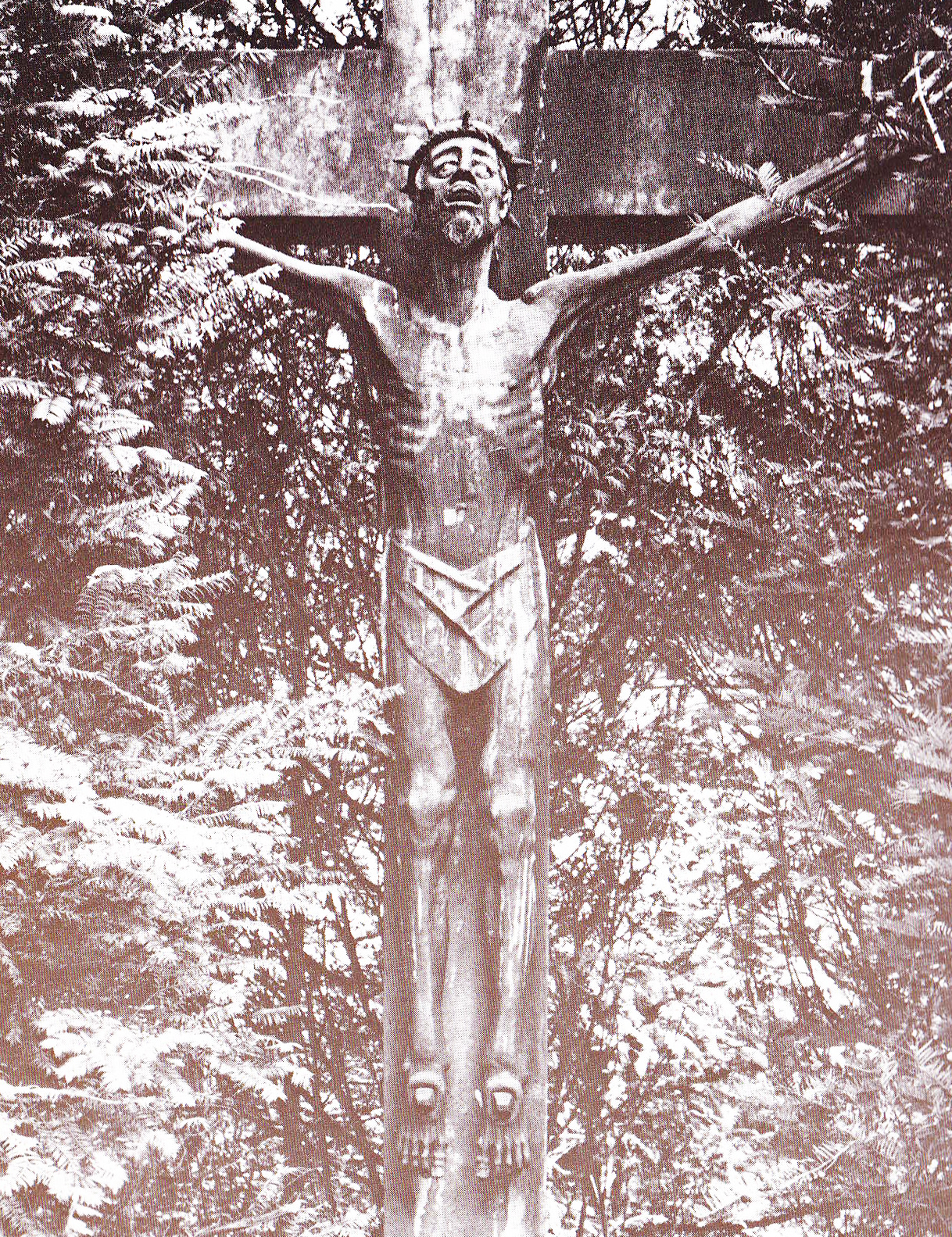
Détail de la tombe.

Hedwig Dransfeld décède à l'hôpital de Werl le 13 mars 1925.

« Elle était l'élan de notre communauté, elle était le secret qui attirait la jeunesse. Elle a repris l'association avec 72 associations de branche et 36 000 membres, elle compte aujourd'hui 240 000 sœurs fédérales réparties dans 950 associations de branche. »

— Association des femmes catholiques allemandes
Sa tombe d'honneur se trouve au cimetière du parc de Werl. Le monument, conçu par le sculpteur Franz Guntermann (de), fait l'objet d'un rapport en 1938 afin de déterminer si le crucifix fait partie de l'art dégénéré. Mais il n'y a pas de décision ferme et le monument reste en place.

## Distinctions et hommages
- 1921 : citoyenne d'honneur de la ville de Werl, qui lui a décerné ce titre en signe de reconnaissance et de gratitude pour ses services rendus à la ville ;
- 1925 : un centre de conférence à Bendorf prend son nom ;
- 10 novembre 1988 : la Deutsche Bundespost édite un timbre à son effigie, dans la série de timbres permanents « Femmes de l'histoire allemande »[1] ;
- Des rues et des places portent son nom à Essen-Altendorf, Munich, Francfort-sur-le-Main, Werl, Bonn, Salzkotten, Lorsch, Paderborn, Burgweinting-Harting et Borken[10],[11],[12],[13],[14] ;
- Une école de Werl porte son nom[15] ;
- 2021 : la ville de Werl réalise un film à l'occasion du 150e anniversaire de sa naissance[16].

## Publications
- (de) Die Seeschwalben: - Erzählung für die Jugend, Hermann-Hubetus-Stiftung, 1900
- (de) « Frauenfragen in der neuen Reichsverfassung », Badischer Beobachter,‎ 21 août 1919 (lire en ligne)
- (de) « Die deutschen Frauen und der Friede », Badischer Beobachter,‎ 27 avril 1919 (lire en ligne)
- (de) « Der Eintritt der Frauen in die Zentrumspartei », Badischer Beobachter,‎ 8 février 1919 (lire en ligne)
- (de) « Die deutsch-amerikanischen Katholiken und wir », Badischer Beobachter,‎ 18 janvier 1921 (lire en ligne)